# 姚弛
姚弛（1998年2月26日—），本名牛旭東，出生于陝西西安，中国大陆男歌手、演员，畢業於中國地質大學英語專業。2018年參加騰訊視頻音樂節目《明日之子第二季》，從而進入演藝圈。2019年出演校園網劇《放學別走》 ；同年10月宣布與麥銳娛樂結束合作，現在經紀公司為茲沃文化； 10月28日發行首支個人單曲《昨晚，潛入離奇星球》。

## 演藝經歷
2018年，參加騰訊視頻音樂節目《明日之子第二季》、參加騰訊視頻育兒真人秀《不可思議的媽媽第二季》。 
2019年，以訓練生的身份參加愛奇藝綜藝節目《青春有你》《青春藝能學院》，最終名列總決賽第12位  。7月29日，與李婷婷、李俊霆等合作主演的青春勵志校園劇《放學別走》在青島開機。
2019年10月8日，姚弛宣布與麥銳娛樂結束合作，現在經紀公司為茲沃文化。
2019年10月28日，發行首支個人原創詞單曲:《昨晚，潛入離奇星球》。11月出版個人第一本寫真隨筆《要有趣-姚弛的地球初探》。12月21日，與許凱、程潇等參與拍攝的電競偶像劇《你微笑時很美》在深圳開機。
2020年2月26日，發行第二支個人原創詞單曲:《羅曼蒂克的生物化學分析》。6月17日，首次主演電影《頭條都是他》，為幽靈原著漫畫改編，在青島開機。7月10日，與張楠合作主演的娛樂圈甜寵劇《我的愛與星辰》，在無錫開機。9月15日，根據小狐濡尾同名小說改編的同名影視劇《夢見獅子》，飾演男主白翡麗與陳雨鍶合作演出，在上海開機。
2021年2月26日，發行第三支個人原創詞單曲:《與70億人擦肩而過那又如何？》。7月17日，與張翰、祝緒丹 聯合主演古裝玄幻愛情劇《流光引》開機，為小說《毒寵傭兵王妃》影視化。7月23日，主演的喜劇電影《我們的新生活》上映。同年，主演的青春校園劇《放學別走》和都市愛情劇《夢見獅子》先後上線。
2022年3月1日主演的都市爱情剧《我的愛與星辰》播出。5月26日，主演的主旋律電影《以青春之名》上映 。9月21日，與肖凱中、龔婉怡等共同主演的民國探案劇《聞香探案錄》開機，此劇改編自同名漫畫。12月，與鍾楚曦、劉學義聯袂主演的都市情感劇《生活在別處的我》開機。
2023年1月31日，與Angelababy、宋威龍共同主演的古裝言情劇《相思令》開機。

## 影視作品

### 電視劇
| 年份   | 劇名           | 角色       | 播出平台     |
| 2021年 | 放學別走       | 衛來       | 優酷         |
| 2021年 | 你微笑時很美   | 陸岳（律） | 優酷、騰訊   |
| 2021年 | 夢見獅子       | 白翡麗     | 愛奇藝、騰訊 |
| 2022年 | 我的愛與星辰   | 安小嶼     | 芒果TV       |
| 2023年 | 聞香探案錄     | 莫西       | 愛奇藝       |
| 2024年 | 生活在別處的我 | 艾倫       | 騰訊         |
| 2024年 | 我和我的朋友们 | 祁牧/譚沐  | 愛奇藝       |
| 2024年 | 流光引         | 軒轅離歌   | 騰訊         |
| 2024年 | 流水迢迢       | 洪杰       | 騰訊         |
| 2025年 | 相思令         | 羅執舟     | 騰訊         |
| 2025年 | 臨江仙         | 明俠騫     |              |
| 2025年 | 盛世天下       | 李泰       |              |
| 待播   | 皓衣行         | 宋星移     | 騰訊         |
| 待播   | 十万狂花入梦来 | 蒼木       | 優酷         |

### 電影
| 年份   | 劇名               | 角色     | 備註       | 播出平台 |
| 2021年 | 《我們的新生活》   | 主播阿牛 | 雲上音樂會 | 網路電影 |
| 2022年 | 《以青春之名》     | 馬昊     | 熱雪       | 網路電影 |
| 2023年 | 《愛犬奇緣》       | 王子成   |            | 院線電影 |
| 2024年 | 《我們永遠是我們》 | 孟一五   |            | 院線電影 |
| 2025年 | 《非标准恋爱》     | 董樂     |            |          |
|        | 《頭條都是他》     | 梵允諾   |            |          |

## 綜藝節目
| 播出時間   | 節目名稱           | 期數      | 簡介             |
| 2021-04-01 | 爱奇藝《春日醬》   | 第1－10期 | 固定嘉賓         |
| 2019-01-21 | 愛奇藝《青春有你》 | 第1－12期 | 以練習生身份參加 |

## 音樂作品

### 個人單曲
| 歌曲名稱                   | 歌曲說明                                   | 發行時間   | 平台                                |
| 昨晚，潛入離奇星球         | 作词: 姚弛                                 | 2019-10-28 | 網易雲音樂                          |
| 羅曼蒂克的生物化學分析     | 作词: 姚弛，音源&MV同時上線                | 2020-02-26 | 網易雲音樂                          |
| 你的甜蜜                   | 原唱 范晓萱 ，網易云「#拾憶錄#」計劃第七彈 | 2020-06-15 | 網易云音樂                          |
| 夏日奇蹟                   | 網劇《放學別走》主題曲，作詞：高小陽/姚弛  | 2020-07-05 | 網易云音樂                          |
| 下雨天                     | 原唱 南拳媽媽 ，裘德製作; 網易云獨家       | 2020-11-06 | 網易云音樂                          |
| 與70億人擦肩而過那又如何？ | 作词：姚弛                                 | 2021-02-26 | 網易云音樂                          |
| 校園生存指南               | 作詞：姚弛，作曲 編曲：呂孝廷              | 2021-11-08 | 網易云音樂 QQ音樂 酷狗音樂 酷我音樂 |
| 最好的我們                 | 原唱 词 曲：杨炅翰， L+R王璐製作           | 2022-06-11 | QQ音樂 酷狗音樂 酷我音樂            |

### 合作歌曲
| 歌曲名稱 | 歌曲說明         | 發行時間   | 備註              |
| 70       | 電影《決勝時刻》 | 2019-09-06 | 陳飛宇、張雪迎 等 |

## 圖書作品
| 書名                      | 類型       | 出版日期 | 出版社           | 页数 | 装帧 | ISBN          |
| 《要有趣—姚弛的地球初探》 | 写真、随笔 | 2019-11  | 百花洲文艺出版社 | 187  | 平装 | 9787550034082 |

《要有趣—姚弛的地球初探》巡迴簽書會
| 日期       | 地 點 |
| 2019-11-09 | 北京  |
| 2019-11-10 | 杭州  |
| 2019-11-17 | 南京  |
| 2019-12-07 | 西安  |
| 2019-12-08 | 長沙  |

## 外部連結
- 姚弛的新浪微博
- 姚弛的Instagram帳戶
- 姚弛在豆瓣上的资料（简体中文）